# Исаков, Георгий Петрович
Георгий Петрович Исаков (бел. Георгій Пятровіч Ісакаў; 30 января [11 февраля] 1896, Великая Крушиновка, Могилёвская губерния — 4 февраля 1961, Рига) — советский военачальник, Герой Советского Союза (23.10.1943). Гвардии генерал-майор (22.02.1943).

## Биография
Родился 30 января (11 февраля) 1896 года в деревне Великая Крушиновка в крестьянской семье. Белорус.
В августе 1915 года был призван в Русскую императорскую армию, зачислен в Витебский запасной батальон. В декабре направлен в Тифлисское военное училище, окончил его в марте 1916 года и тогда же был произведён в прапорщики. Воевал на Первой мировой войне в составе 6-го Туркестанского стрелкового полка: младший офицер, помощник начальника и начальник пулемётной команды, командир пехотного батальона. Воевал с полком в Особой армии Юго-Западного и Западного фронтов. После Февральской революции 1917 года избирался членом полкового и дивизионного комитетов солдатских депутатов. В феврале 1918 года демобилизован в чине штабс-капитана.
Призван в Красную Армию 15 апреля 1918 года. Участник Гражданской войны в России. Служил начальником школы комсостава при штабе 7-й армии, действовавшей в районе Петрограда, с сентября 1919 года — начальник стрелкового отдела штаба армии. Участвовал в боях с войсками генерала Н. Н. Юденича и в обороне Петрограда. С января 1920 года — помощник командира и командир 68-го стрелкового полка 8-й стрелковой дивизии на Западном фронте, воевал на советско-польской войне, после прекращения боевых действий с поляками сражался с вооруженными формированиями генерала С. Н. Булак-Балаховича в Белоруссии. В марте 1922 года по болезни был демобилизован.
В 1922—1940 годах находился на советской и профсоюзной работе в Гомельской области и в Минске. В 1929 году окончил Белорусский государственный университет. Кроме того, в 1930 году прошёл курс переподготовки командиров запаса на Стрелково-тактических курсах усовершенствования комсостава РККА имени III Коминтерна «Выстрел».
Вторично призван в Красную Армию в феврале 1940 года. Командовал учебным батальоном Витебских курсов усовершенствования комсостава запаса Белорусского Особого военного округа. В 1941 году окончил заочно Военную академию РККА имени М. В. Фрунзе.
В боях Великой Отечественной войны подполковник Г. П. Исаков с 5 августа 1941 года, когда был назначен командиром 811-го стрелкового полка 229-й стрелковой дивизии 20-й армии Западного фронта. Участвовал в Смоленском сражении, но уже 23 августа был тяжело ранен и эвакуирован в госпиталь. После выздоровления с 10 октября — командир 19-й отдельной стрелковой бригады Орловского военного округа, при приближении линии фронта бригада была отведена в Приволжский военный округ, но уже в декабре её передали в 49-ю армию Западного фронта. Во главе бригады участвовал в Тульской, Калужской, Ржевско-Вяземской наступательных операциях. С 27 февраля 1942 года уже ставший полковником Г. П. Исаков вступил в командование 49-й стрелковой бригадой 20-й армии Западного фронта. В мае 1942 года назначен командиром 17-й отдельной истребительной бригады, формировавшейся в Южно-Уральском военном округе. В июне бригада передана на Юго-Западный фронт и там вступила в бой в хода начавшейся Сталинградской битвы. В начале июля бригада передана на Сталинградский фронт. С 30 августа 1942 года — заместитель командира 76-й стрелковой дивизии 21-й армии Сталинградского фронта, дивизия вела оборонительные и наступательные бои на левом берегу Дона в районе станицы Клетской.
9 октября 1942 года полковник Г. П. Исаков назначен командиром 96-й стрелковой дивизии (21-я армия, Донской фронт), воины которой особо отличились в ходе операции «Кольцо» по уничтожению окружённой группировки противника в районе Сталинграда. За боевые заслуги, мужество и героизм личного состава 96-й стрелковой дивизии в Сталинградской битве, 6 февраля 1943 года она была преобразована в 68-ю гвардейскую стрелковую дивизию. С 13 апреля дивизия входила в состав Степного военного округа и участвовала в строительстве обороны на Курской дуге. В середине августа дивизию передали на Воронежский фронт, она приняла участие в Белгородско-Харьковской наступательной операции.
Командир 68-й гвардейской стрелковой дивизии (40-я армия, Воронежский фронт) гвардии генерал-майор Г. П. Исаков отличился в битве за Днепр. С сентябре 1943 года дивизия форсировала Днепр и захватила плацдарм у села Балыко-Щучинка Ржищевского района Киевской области (южнее Киева) и стойко удерживала плацдарм. Были отбиты десятки немецких контратак. В бою 11 октября 1943 года на плацдарме генерал Исаков был тяжело ранен.
Указом Президиума Верховного Совета СССР от 23 октября 1943 года за умелое командование стрелковой дивизией, мужество и героизм, проявленные в борьбе с немецко-фашистскими захватчиками, генерал-майору Исакову Георгию Петровичу присвоено звание Героя Советского Союза с вручением ордена Ленина и медали «Золотая Звезда» (№ 1244).
Находился на излечении в госпитале в Москве. В феврале 1944 года направлен на учёбу, а в сентябре окончил ускоренный курс Высшей военной академии имени К. Е. Ворошилова. В сентябре назначен командиром 18-й гвардейской стрелковой дивизии 11-й гвардейской армии 3-го Белорусского фронта. С января 1945 года — заместитель командира 16-го гвардейского стрелкового корпуса, на этом посту участвовал в Восточно-Прусской наступательной операции, в разгроме Инстербургской группировки противника, в блокировании и штурме Кёнигсберга. С 23 (по другим данным с 27) апреля 1945 года — командир 16-й гвардейской стрелковой дивизии (36-й гвардейский стрелковый корпус, 11-я гвардейская армия, 3-й Белорусский фронт).
После войны Г. П. Исаков продолжал службу в армии. До мая 1946 года командовал той же дивизией, затем лечился в госпитале из-за фронтовых тяжелых ранений. С октября 1946 — заместитель командира 64-й гвардейской стрелковой дивизии в Ленинградском военном округе. С февраля 1951 года был начальником военной кафедры Тартуского государственного университета в Эстонской ССР. С декабря 1955 года генерал-майор Г. П. Исаков — в запасе.
Жил в городе Рига. Похоронен на кладбище Райниса в Риге.

## Награды и звания
- Герой Советского Союза (23.10.1943)
- Орден Ленина (23.10.1943)
- 2 ордена Красного Знамени (3.11.1944; 25.04.1945)
- Орден Суворова 2-й степени (8.02.1943)
- Орден Красной Звезды (13.06.1952)
- Медаль «За боевые заслуги» (13.06.1952)
- Медаль «За оборону Москвы»
- Медаль «За оборону Сталинграда»
- Медаль «За взятие Кёнигсберга»
- другие медали

## Память
В городе Рогачёв Гомельской области на Аллее Героев в Пионерском парке установлен памятный знак Г. П. Исакову.